# اودی آلفا
اودی آلفا (انگلیسی: Ody Alfa؛ زادهٔ ۹ مارس ۱۹۹۹) بازیکن فوتبال است.